# تيم باشمان
تيم باشمان هو موسيقي كندي، ولد في 1 أغسطس 1951 في وينيبيغ في كندا.

## وصلات خارجية
- تيم باشمان على موقع IMDb (الإنجليزية)
- تيم باشمان على موقع ميوزك برينز (الإنجليزية)
- تيم باشمان على موقع أول ميوزيك (الإنجليزية)
- تيم باشمان على موقع ديسكوغز (الإنجليزية)